# Universidad de Shanghái
La Universidad de Shanghái, comúnmente conocida como SHU, o coloquialmente Shangda (chino: 上大; pinyin: Shàngdà), es una universidad pública de investigación ubicada en Shanghái. El campus principal de Baoshan de 555 acres está situado en el norte de Shanghái, y hay otros dos campus en Jiading y Jing'an. Está cofinanciado por el Ministerio de Educación de China y el Gobierno Municipal de Shanghái como parte del Proyecto 211 y el Plan Universitario Double First Class para las principales universidades nacionales.
Fundada conjuntamente por los nacionalistas y los comunistas en 1922, la causa original de la Universidad de Shanghái fue formar líderes para la revolución china. Contribuyó con un grupo de personas influyentes a la causa de la liberación y el desarrollo de China. La universidad se suspendió en 1927 como consecuencia de la Matanza de Shanghái de 1927, en la que los nacionalistas purgaron todas las organizaciones relacionadas con el comunismo. En 1983, el gobierno chino reabrió la Universidad de Shanghái. Y luego, en 1994, al integrar otras tres universidades, se convirtió en la institución de educación superior más grande administrada por la Municipalidad de Shanghái. A partir de 2018, SHU inscribe a 19,934 estudiantes de pregrado y 16,954 estudiantes de posgrado, incluidos 4,505 estudiantes internacionales.
Los fondos anuales de investigación de la Universidad de Shanghái ascendieron a 505,3 millones de dólares estadounidenses en 2018, lo que la convierte en una universidad integral de investigación intensiva. Tiene dos facultades de pregrado y cinco amplias divisiones académicas (Ciencias Naturales, Humanidades y Ciencias Sociales, Ingeniería, Economía y Gestión, y Bellas Artes), que contienen 29 escuelas o departamentos.
En el Ranking Académico de las Universidades del Mundo de 2021, la SHU ocupó el puesto 294 a nivel mundial y el 35 en China. Y en el QS World University Rankings de 2021, la SHU ocupó los puestos 387 y 16, respectivamente. La universidad también ocupó el puesto 51-60 a nivel mundial y el primero en China en el ranking mundial de universidades jóvenes, según el QS Top 50 Under 50 de 2020. En la "Clasificación de materias universitarias chinas" del Ministerio de Educación de 2017, las disciplinas de Ciencias Sociales, Bellas artes y Mecánica Teórica y Aplicada se ubicaron en el 10% superior de todas las universidades chinas; las disciplinas de Matemáticas, estudios dramáticos y cinematográficos, ingeniería mecánica, noticias y comunicaciones, y ciencia e Ingeniería de materiales se ubicaron en el 20% superior de todas las universidades chinas.

## Historia

### Universidad de Shanghái (1922 a 1927)

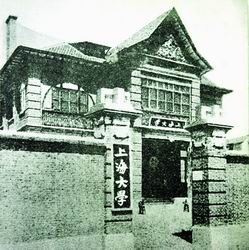
Vista de la universidad en la década de 1920

La Universidad de Shanghái se fundó en Qingyun Road, distrito de Jing'an, Shanghái en 1922 y fue el resultado de la cooperación entre el Kuomintang (Partido Nacionalista) y el Partido Comunista. Yu Youren, miembro notable del Kuomintang, fue el primer rector de la universidad. En ese momento, bajo el gobierno revolucionario dirigido por Sun Yat-sen, la Universidad de Shanghái era la mejor escuela en artes liberales, mientras que la Academia Militar de Whampoa era la academia de élite para entrenamiento militar. Sin embargo, la Universidad de Shanghái quedó dominada por facciones de izquierda simpatizantes del Partido Comunista de China. Como resultado, la Universidad de Shanghái se cerró en 1927 durante las purgas anticomunistas de Chiang Kai-shek (al comienzo de la guerra civil china). El antiguo campus fue destruido durante la Segunda Guerra Mundial.

### Refundación y fusión
En 1983, el gobierno de la República Popular China restableció la Universidad de Shanghái mediante la combinación de varias instituciones terciarias y vocacionales existentes en Shanghái, incluidas las sucursales de la Universidad de Fudan, la Universidad Normal de China Oriental, la Universidad de Ciencia y Tecnología de Shanghái, el Instituto de Idiomas Extranjeros de Shanghái, Facultad de Mecánica de Shanghái, Facultad de Bellas Artes de Shanghái y Facultad de Derecho de Shanghái. La universidad heredó el enfoque tradicional de artes liberales, bellas artes, negocios y derecho. Al igual que muchas universidades metropolitanas modernas, en el momento de su refundación, la universidad carecía de un campus central tradicional, pero utilizaba una serie de sitios de enseñanza repartidos por Shanghái aportados por las diversas instituciones terciarias y profesionales que se habían fusionado para formar la nueva universidad.
En 1994, se creó una nueva Universidad de Shanghái mediante la consolidación de la Universidad de Tecnología de Shanghái, la Universidad de Ciencia y Tecnología de Shanghái (上海科技大学), la Universidad de Shanghái existente (上海大学) y el Colegio de Ciencia y Tecnología de Shanghái.
La Universidad Tecnológica de Shanghái fue una vez el Instituto de Tecnología de Shanghái (上海工学院), fundado en 1960 con una sólida formación en ingeniería, tecnología e industrias. El instituto pasó a llamarse Universidad Tecnológica de Shanghái en 1979. La universidad estaba ubicada en Yanchang Road, distrito de Jing'an, Shanghái. El profesor Weichang Chien fue el presidente de la universidad desde 1982 y finalmente condujo a la consolidación de la Universidad de Shanghái en 1994.

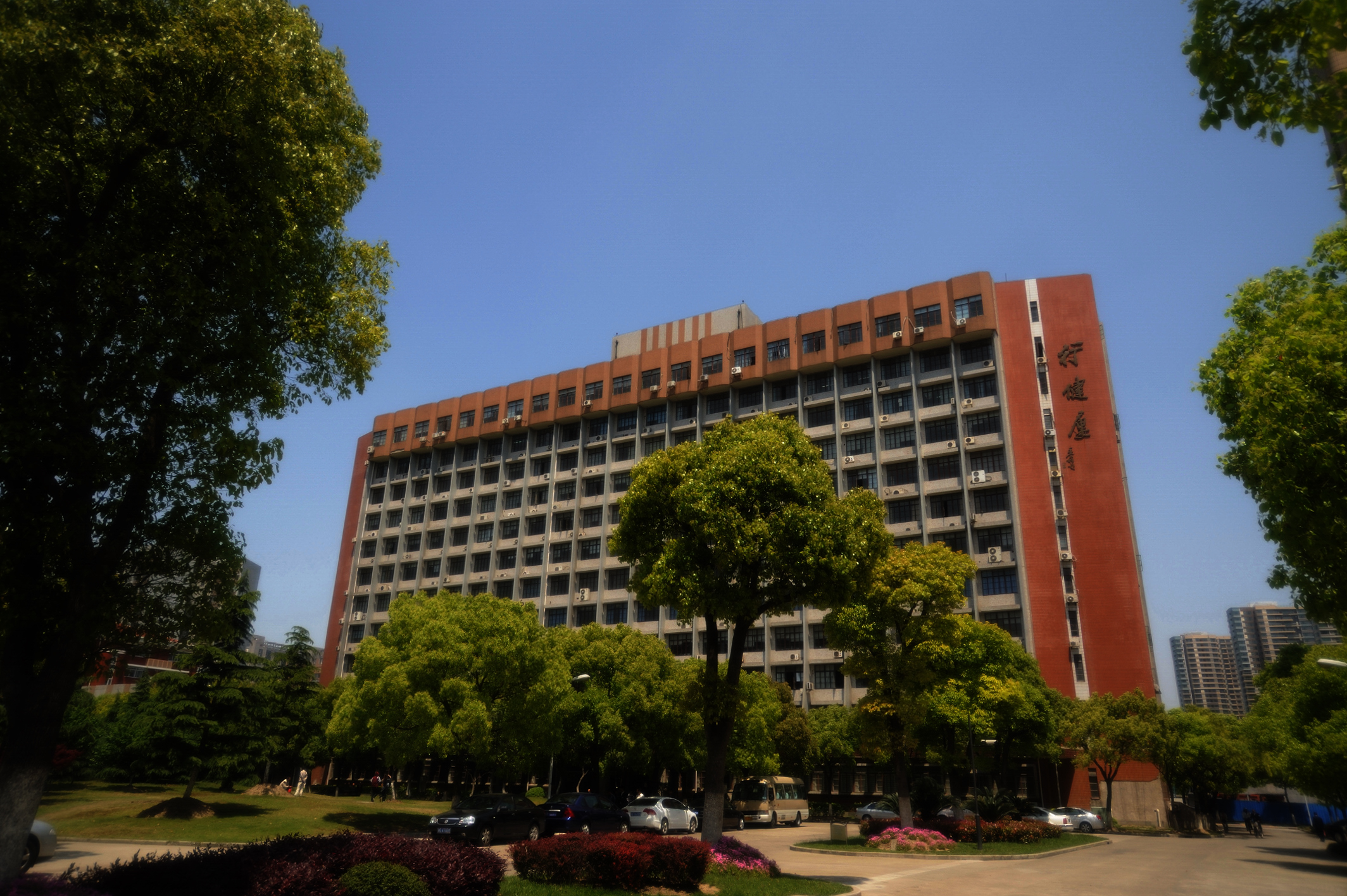
Edificio Xing Jian (行健楼) en el campus de Yanchang

La Universidad de Ciencia y Tecnología de Shanghái fue formada por la Rama de China Oriental de la Academia de Ciencias de China (CAS) en 1958 con una estrecha relación con los institutos académicos y científicos. La Universidad estaba ubicada en Chengzhong Road, distrito de Jiading, Shanghái.
Shanghai Science & Technology College fue una vez la Shanghái No. 2 Science & Technology School establecida en 1959, y la escuela se convirtió en una universidad en 1981.

### Nueva Universidad de Shanghái
El nuevo campus de Baoshan, ubicado en Shangda Road, distrito de Baoshan, Shanghái, se construyó como el campus principal de la consolidada Universidad de Shanghái. Los otros dos campus son el campus de Yanchang ubicado en el distrito de Jing'an y el campus de Jiading ubicado en el distrito de Jiading.
Designado por Deng Xiaoping, el físico y mecánico teórico Chien Wei-zang se convirtió en presidente de la Universidad de Shanghái en 1982. Chien Wei-zang fue uno de los "Tres Qian" (los otros dos son Qian Sanqiang y Qian Xuesen), quienes fueron los tres científicos de apellido Qian que contribuyeron en gran medida a la fundación de la academia china moderna. Más tarde se convirtió en el rector con más años de servicio en cualquier universidad de China, un total de 28 años desde que asumió el cargo en 1982 hasta su muerte en 2010. Era un científico muy conocido en China, miembro principal de la Academia de Ciencias de China. Chien Wei-zang introdujo muchas reformas en la Universidad de Shanghái, como la transición a un calendario académico trimestral, la fundación de una universidad de pregrado con honores y el Instituto de Matemáticas y Mecánica Aplicadas de Shanghái, etc. Su estatura académica y carisma personal también atrajeron una gran cantidad de investigadores de renombre para unirse a la Universidad de Shanghái o para iniciar cooperaciones de investigación con la universidad. Su muerte fue considerada como una gran pérdida para la universidad y la academia en general. El legado del presidente Chien está profundamente grabado en la universidad. Muchos arreglos en la universidad después de su muerte están diseñados para honrarlo o en el "espíritu Chien Wei-zang".
En 2011, el vicepresidente Luo Hongjie actuó como presidente interino hasta 2012, cuando fue designado para ser el próximo presidente. En 2011, introdujo el Colegio Residencial en la Universidad de Shanghái, donde todos los estudiantes universitarios recién matriculados no eligen carreras y reciben educación general hasta el final del primer año.
En 2015, Jin Donghan, miembro de la Academia China de Ingeniería, se convirtió en el nuevo presidente de la universidad. En el mismo año, se fundó la Academia de Cine de Shanghái como una nueva rama académica de la universidad. Y las especulaciones sobre la intención de la universidad de fundar una nueva Escuela de Medicina se generalizaron y se confirmaron parcialmente después de que la universidad contratara profesores para la escuela.
En 2019, el exvicepresidente de la Universidad de Ciencia y Tecnología de China Oriental, Liu Changshen, miembro de la Academia de Ciencias de China, se convirtió en el nuevo presidente. Se fundó una nueva escuela, la Escuela de Mecánica y Ciencias de la Ingeniería.

## Programas académicos

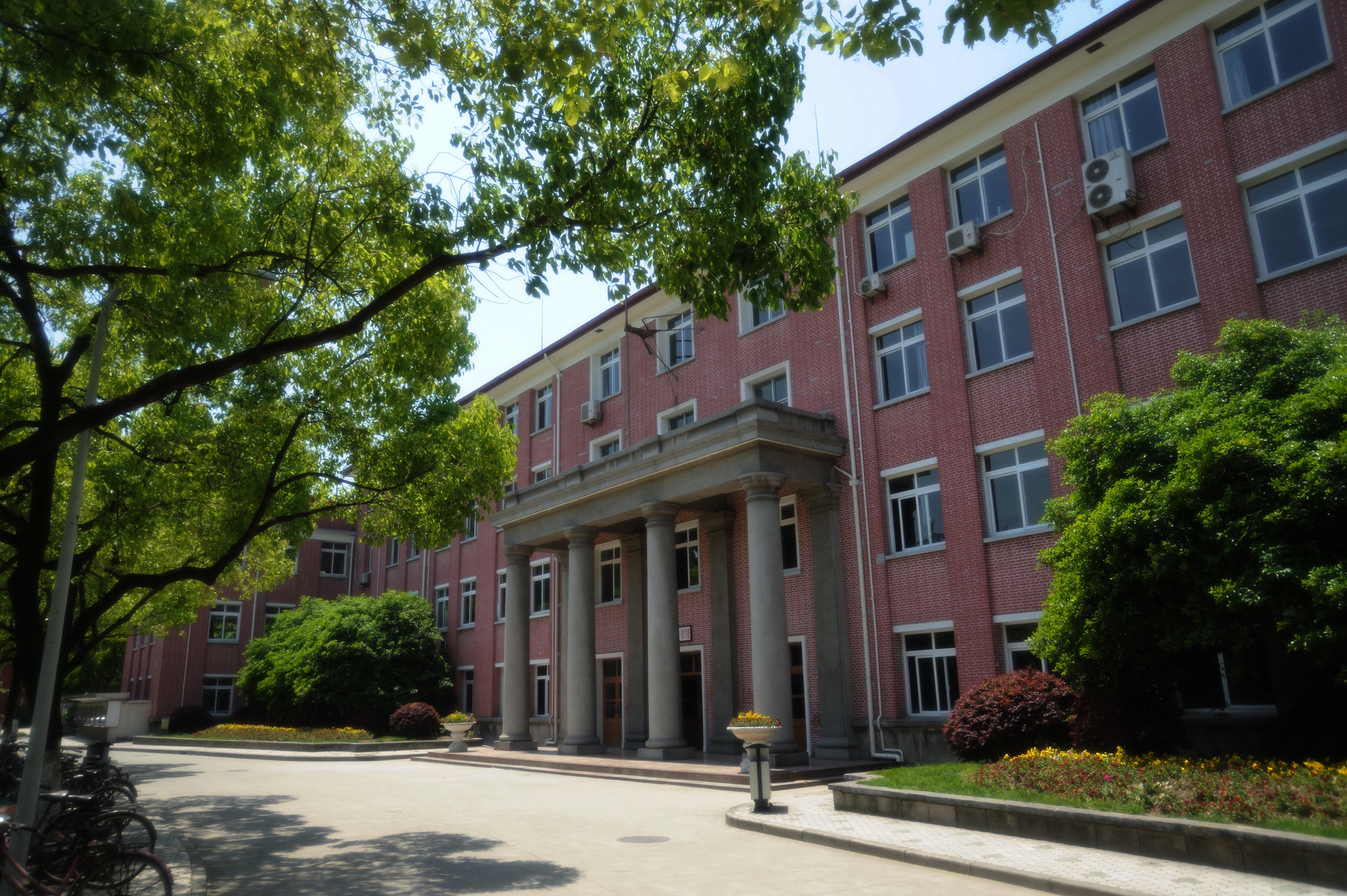
Primer edificio

La Universidad de Shanghái es una universidad integral que cubre un espectro completo de temas académicos, que incluyen filosofía, economía, leyes, literatura, historia, ciencias naturales, ingeniería, administración y bellas artes. Alberga 30 departamentos académicos y ofrece 91 programas de licenciatura, 174 programas de maestría, 97 programas de doctorado y 19 programas de posdoctorado.
La Universidad de Shanghái tiene 72 institutos de investigación y un parque de desarrollo de alta tecnología avanzado aprobado por la Comisión Estatal de Ciencias. Bajo la estrategia de participación activa en la expansión económica de China con tecnología e investigación científica, la universidad ha ganado una influencia nacional e internacional significativa en la investigación científica aplicada y la investigación científica fundamental. En los últimos años, la universidad avanzó en términos de fondos de investigación científica, premios por logros y número de tesis académicas.
La Universidad de Shanghái está estrechamente vinculada con la comunidad local. La Escuela de Ciencias de la Vida está cofundada con el instituto de investigación local de la Academia de Ciencias de China (CAS), y la Escuela de Tecnología de Cine y Televisión cuenta con el apoyo de las industrias del cine, la televisión y la radiodifusión. La universidad también tiene programas de posgrado conjuntos en literatura, economía y derecho con la rama de Shanghái de la Academia China de Ciencias Sociales.

### Personas y disciplinas
La Universidad de Shanghái tiene 3178 facultades de tiempo completo, en las que hay 741 profesores titulares y 983 profesores asociados. El 72% de la facultad tiene un doctorado. La universidad también alberga a 16 miembros de la Academia China de Ciencias y la Academia China de Ingeniería. El propio presidente Liu Changsheng es miembro del CAE especializado en ciencia de materiales. Hay otros 90 profesores que ostentan títulos dotados o distinguidos en otros niveles.
Según la lista de investigadores altamente citados de Web of Science de 2020 , hay 9 profesores de la Universidad de Shanghái en la lista, lo que convierte a SHU en el tercer instituto local más grande para el 1% de los investigadores más citados en Shanghái, después de la Universidad Jiao Tong de Shanghái y la Universidad de Fudan. Los Indicadores de Ciencias Esenciales de 2020 también muestran que 9 disciplinas en la Universidad de Shanghái se encuentran en el 1% superior en las universidades del mundo. Son la ingeniería, la ciencia de los materiales, la química, la física, las matemáticas, la informática, la biociencia, la ciencia ambiental y la medicina.
El Ministerio de Educación designó cuatro disciplinas académicas en la Universidad de Shanghái como "Disciplinas clave nacionales", que incluyen metalúrgica, mecatrónica, dinámica de fluidos y sociología.

### Cooperación internacional
La Universidad de Shanghái participa activamente y contribuye a la comunidad académica internacional. El departamento SHU Global ha establecido una cooperación con una amplia gama de universidades de todo el mundo, creando oportunidades para que académicos establecidos y jóvenes visiten SHU como profesores, investigadores asociados e investigadores postdoctorales, además de ofrecer a los estudiantes y facultades el incentivo y la oportunidad. para realizar intercambios internacionales. Además, la universidad también inscribe a más de 4.500 estudiantes internacionales anualmente.

#### Escuela Sino-Europea de Tecnología (UTSEUS)
La escuela fue fundada conjuntamente por la Universidad de Shanghái y las Grandes Écoles líderes en Francia en 2006. Es una plataforma de cooperación en la enseñanza y la investigación chino-francesa y chino-europea en el campo de la ingeniería. Los estudiantes con mejores calificaciones pueden cambiar a un programa Diplôme d'Ingénieur francés después de 3 años de estudio en la escuela. Ofrece 4 programas de pregrado que incluyen Ingeniería de la Información, Ingeniería Mecánica y Automatización, Ingeniería Biológica e Ingeniería en Ciencias de los Materiales.

#### Instituto de Idiomas y Comercio de Sídney (SILC)
Fundada en 1994, la escuela es uno de los primeros institutos sino-extranjeros. Basado en las ventajas integrales de la Universidad de Shanghái y la Universidad de Tecnología de Sídney, adopta una enseñanza bilingüe en inglés y chino. La escuela ofrece títulos de licenciatura en 5 especializaciones, a saber, Economía y Comercio Internacional, Gestión Empresarial, Gestión de la Información y Sistema de Información, Finanzas y Contabilidad.

### Clasificaciones
La Universidad de Shanghái fue testigo de un rápido aumento en las clasificaciones mundiales en la última década, consolidando su lugar como la mejor universidad menor de 50 años en China. Ya en 2012, QS World University Rankings fue la primera organización en reconocer a la Universidad de Shanghái como una de las mejores instituciones de China continental. Curiosamente, este resultado provocó una protesta pública en China sobre la validez de tales clasificaciones, la mayoría expresó su incredulidad ante tal logro para una universidad fundada hace menos de 30 años. Pero pronto, el Ranking Académico de Universidades del Mundo siguió la tendencia, asegurando a la Universidad de Shanghái entre las 600 mejores del mundo en 2017 y entre las 300 mejores en 2021.
| Nacional                 | Nacional |
| ------------------------ | -------- |
| ARWU                     | 25-35    |
| Global                   |          |
| ARWU                     | 201-300  |
| QS                       | 387      |
| THE                      | 601-800  |
| U.S. News & World Report | 456      |

## Biblioteca

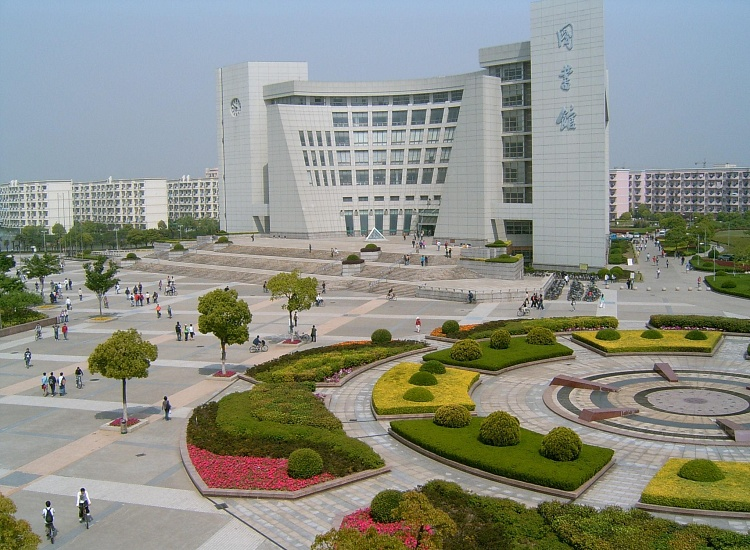
Biblioteca principal

La Biblioteca de la Universidad de Shanghái se compone de tres bibliotecas. La biblioteca principal está en el campus de Baoshan, la biblioteca de Wenhui está ubicada en el campus de Yanchang y la biblioteca de Lianhe reside en el campus de Jiading. La biblioteca de la Universidad, con una superficie total de 55.000 metros cuadrados, cuenta con 25 salas de lectura y 3.000 butacas. La biblioteca principal ocupa aproximadamente 38.000 metros cuadrados.
Las bibliotecas contienen más de 3 millones de volúmenes, más de 4600 publicaciones periódicas y muchos recursos electrónicos, incluidos Elsevier, Ebsco, Kluwer y Academic Press. Los materiales de la biblioteca son completos y cubren áreas diversificadas. En cooperación con la Asociación de Escritores de Shanghái, la biblioteca principal tiene una sala de colección de obras de escritores de Shanghái.

### Colecciones especiales

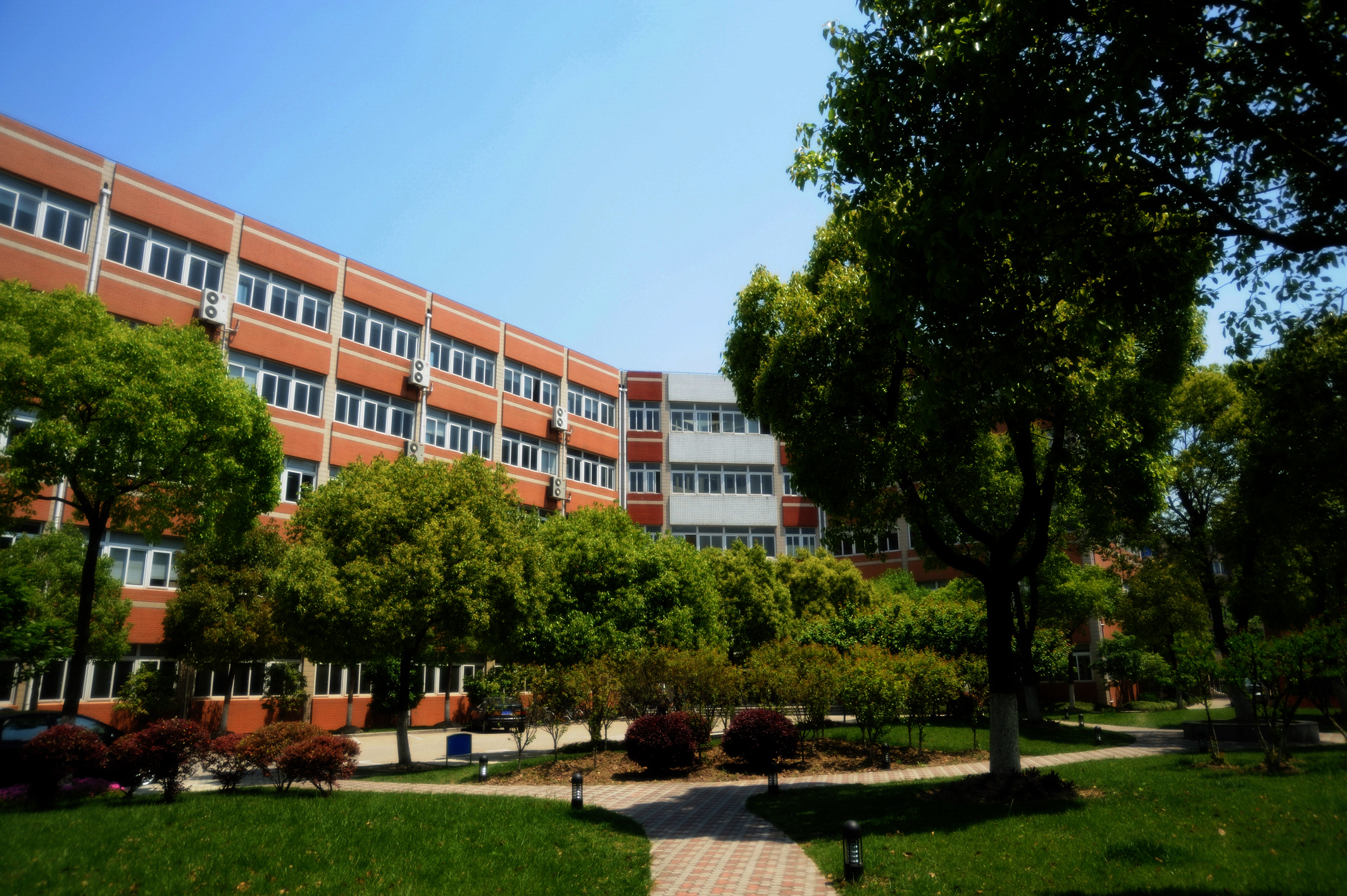
Biblioteca Wenhui

- Sala de lectura de libros antiguos: Recopilación de la "Colección Imperial de los Cuatro" ("Si Ku Quan Shu") y los libros antiguos encuadernados con hilo de la dinastía Qing.
- Colecciones de libros de Hong Kong y Taiwán: contiene 15 000 libros, revistas y periódicos publicados en Hong Kong y Taiwán.
- Sala de exhibición de obras de escritores de Shanghái: colección de 1500 libros de autores famosos.
- Sala de lectura de Bellas Artes: contiene casi 10 000 libros para apoyar a los profesores y estudiantes de la Facultad de Bellas Artes de la Universidad de Shanghái.
- Sala de lectura de escritura antigua y escritura de historia moderna: colección de 9,000 libros antiguos publicados en los últimos años, 25 000 publicaciones periódicas, así como fotocopias de periódicos chinos modernos.

## Campus

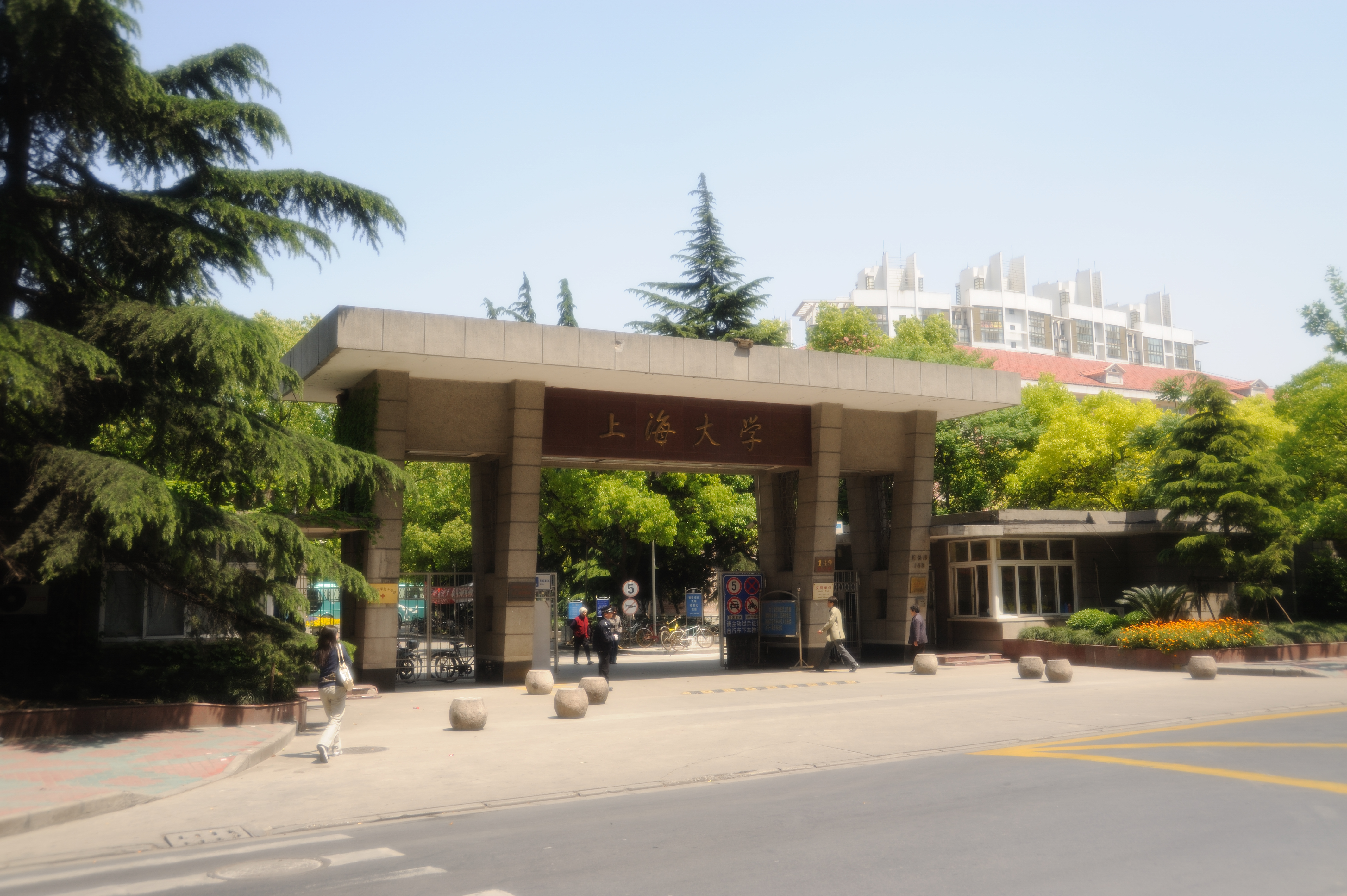
La puerta del campus de Yanchang

El campus principal está ubicado en el distrito Baoshan de Shanghái. La mayoría de los estudiantes universitarios pasarán sus cuatro años universitarios completos en este campus, con pocas excepciones, como aquellos que son admitidos en SILC. El campus de Baoshan es el campus de SHU construido más recientemente y el distrito este todavía está en construcción. Hay dos bibliotecas en este campus. La icónica Biblioteca Principal y la Biblioteca Qianweichang construidas en memoria del difunto y expresidente de la universidad, Weichang Chien. Un lago semicircular llamado Panchi (泮池, literalmente "medio lago") se encuentra en el centro de este campus. El nombre del lago se le da en honor a Confucio. Según los Ritos de Zhou, Panchis se construyen en los palacios de los reyes feudales. Cuando Confucio recibió el título de rey Wenxuan en la dinastía Tang, se construyó un Panchi en cada templo de Confucio. Más tarde, Panchis perdió su significado original como "lagos construidos para los reyes", pero se convirtió en un ícono para Confucio, la academia y los eruditos chinos. Y la ceremonia de ingreso a la escuela para todos los estudiantes recién admitidos se llama "Rupan" ( literalmente "entrar en el Panchi").
Además, hay siete edificios de conferencias principales y varios edificios de conferencias complementarios, dos edificios de auditorios, tres dormitorios en el campus, un complejo deportivo cubierto y varios campos y canchas deportivas al aire libre. La universidad también tiene campus filiales en Jiading y Jing'an.